# Krasnozatonskij
Krasnozatonskij – osiedle typu miejskiego w Rosji, w Republice Komi. W 2010 roku liczyło 8603 mieszkańców.